# A doua perioadă constituțională în Imperiul Otoman
A doua perioadă constituțională (ايکنجى مشروطيت دورى İkinci Meșrûtiyyet Devri) a Imperiului Otoman a început la scurtă vreme după ce sultanul Abdülhamid al II-lea a restabilit monarhia constituțională după Revoluția Junilor Turci din 1908. În această perioadă au fost înființate o numeroase partide politice. Comitetul Unității și Progresului a reușit în această perioadă să cucerească treptat prima poziție printre partidele politice otomane. Al doilea partid politic ca importanță, Uniunea Liberală era în fapt o coaliție de partide conduse prințul Sabahaddin. A doua Eră Constituțională a luat sfârșit după Primul Război Mondial, odată cu Ocuparea Constantinopolului de către trupele aliate pe 13 noiembrie 1918. În cadrul ultimei ședințe de pe 18 martie, deputații otomani au emis o scrisoare de protest adresată aliaților, iar masa prezidiului Parlamentului din Constantinopol a fost acoperită cu un giulgiu negru. 

## Restaurația
Revoluția Junilor Turci, care a început în provinciile balcanice, s-a răspândit rapid în întreg imperiul și l-a forțat pe sultan să anunțe repunerea în drepturi a constituției din 1876 și reconvocarea parlamentului pe 3 iulie 1908. 
Motivul principal al revoltei a fost politica dură a sultanului (istibdâd – despotism), bazată pe o rețea vastă de spioni (hafiye), dar o contribuție importantă și-a adus-o și incapacitatea guvernării de răspuns la numeroasele intervenții ale puterilor europene în politica internă a imperiului, care puneau în primejdie suveranitatea statului. 

### Constituția din 1876
Vedeți și: Kanûn-ı Esâsî

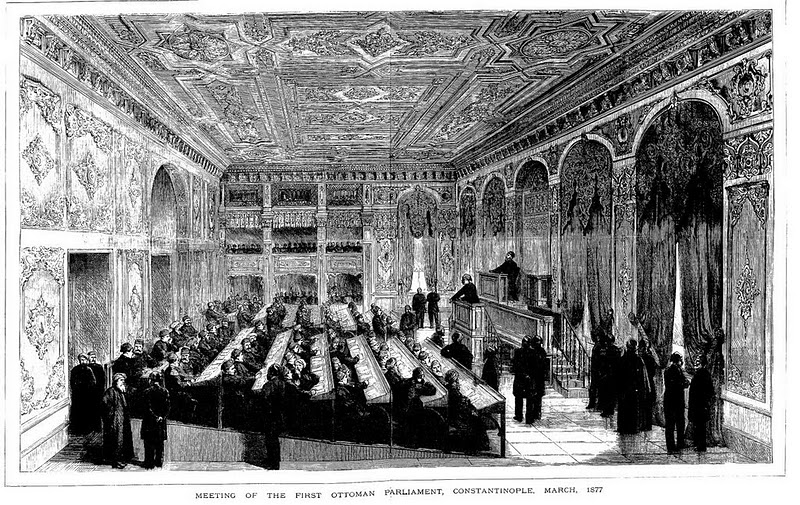
O ședință a primului Parlament otoman

Cadrul legal a existenței regimului parlamentar otoman a fost Kanûn-ı Esâsî a primei perioade constituționale  care a triumfat în 1876. În condițiile în care sultanul nu a închis nicio clipă Parlamentul otoman, în momentul restaurației constituționalismului, parlamentarii aleși cu 33 de ani mai înainte (cei care mai erau încă în viață) au fost reinvestiți cu responsabilitatea reprezentării alegătorilor. Parlamentul era compus din două camere: Senatul, ai cărui membri erau numiți de sultan, și Consiliul Casei Reprezentanților (Camera Deputaților), ai cărui membri erau aleși de către populație. Rația de reprezentare era de un deputat la fiecare 50.000 de bărbați plătitori de impozite, în vârstă de peste 25 de ani. 
Senatorii erau numiți de sultan. Numărul senatorilor nu putea să fie mai mare de o treime a numărului deputaților. Senatorii erau numiți pe viață și trebuiau să aibă cel puțin 40 de ani în momentul  numirii. 
Alegerile generale urmau să fie organizate la fiecare patru ani. Alegătorii nu votau însă direct pentru deputatul dorit. În fiecare dintre cele 50 de districte electorale, votanții înregistrați urmau să-și împuternicească delegați (care deveneau membri ai Consiliilor Administrative), unul la fiecare 500 de persoane, care alegeau în fapt deputații parlamentului. De cele mai multe ori, membrii Consiliilor Administrative erau aleși de către împuterniciții guvernului. Consiliile Administrative activau la nivel de provincii, districte și subdistricte. 
După repunerea în drepturi a Parlamentului după Revoluția Junilor Turci, deputații au avut ca principală sarcină convocarea unor noi alegeri generale. 

## Primul mandat, 1908

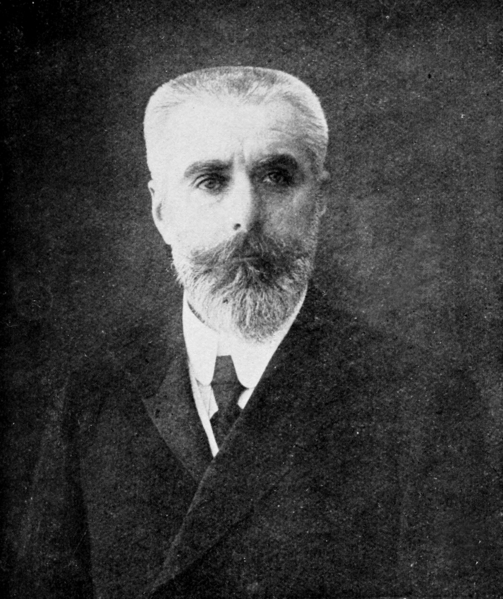
Ahmet Riza, primul președinte al Camerei Deputaților

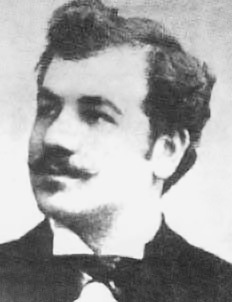
Karekin Pastermadjian, deputat nemusulman din Parlamentul Otoman, reprezerntând armenii din Erzurum

Noul parlament ales în 1908 avea 142 de deputați turci, 60 arabi, 25 albanezi, 23 greci, 12 armeni, 5 evrei, 4 bulgari, 3 sârbi și 1 vlah. Comitetul Unității și Progresului (CUP) se baza pe sprijinul a aproximativ 60 de deputați. CUP, principala forță politică a revoluției, a reușit să obțină o poziție dominantă în relație cu Uniune Liberală (UL), fiind principalul partid din parlamentul foarte fragmentat la epocii.  Uniunea Liberală întreținea în schimb legături puternice cu Regatul Unit și cu Palatul. 
Pe 30 ianuarie 1909, ministrul de interne, Huseyin Hilmi Pașa, a trebuit să dea răspunsul unei interpelări a unor deputați musulmani și nemusulmani balcanici. Deputații doreau să știe cum va acționa guvernul pentru eradicarea a ceea ce ei numeau lipsa legalității și ordinei și creșterea criminalității (asasinate, atacuri cu mâna înarmată și jafuri banditești). Violențele sectante și etnice provocau pierderi mari de vieți și resurse. Această interpelare s-a constituit într-un eveniment important al proaspătului ales parlament și a fost primul test cu privire la funcționarea corespunzătoare a celui mai înalt for legislativ otoman. În audiență s-au aflat numeroși observatori din rândul misiunilor diplomatice. Noua constituție garanta libertatea presei, iar în rândul publicului se aflau și numeroși ziariști, dar și oameni obișnuiți. 
Dacă la început părea că jocul parlamentar se desfășoară normal – discursul ministrului, luările de cuvânt ale deputaților opoziției – în scurtă vreme, argumentele au fost înlocuite cu atacuri verbale dure, oglindă a disputelor etnice care zguduiau imperiul. 

### „Incidentul din martie”, aprilie 1909
Evenimentele care aveau să urmeze au prefigurat întreruperea intempestivă a experimentului parlamentar otoman. După nouă luni de mandat, nemulțumirile și reacțiunea și-a găsit exprimarea într-o mișcare fundamentalistă cunoscută cu numele Contralovitura (1909). 
Contralovitura avea să genereze evenimentul contrarevoluționar de pe 31 martie. Calendarul otoman a făcut ca acest incident de pe 31 martie să se petreacă de fapt pe 13 aprilie 1909. O serie de aspecte ale „Incidentului de pe 31 martie”, care a început cu revolta unor unități militare din Istanbul, sunt încă neclare. 
Camera deputaților s-a întrunit două zile mai târziu într-o sesiune secret și a votat în unanimitate detronarea sultanului Abdulhamit al II-lea. Fratele mai tânăr al monarhului a devenit noul sultan, iar Hilmi Pașa a fost numit noul mare vizir. Acesta din urmă a demisionat însă pe 5 decembrie 1909, fiind urmat în funcție de Hakki Bei.

### Revizuirea constituției, august 1909
Comitetul Unității și Progresului a ajuns din nou la putere. Afirmând că mișcarea contrarevoluționară a fost organizată în fapt de sultan, care a îndemnat trupele la nesupunere pentru a putea restaura vechiul regim, ai au hotărât să pună capăt domniei acestuia. Totuși, erau puține dovezi care să-l incrimineze pe sultan. Cu toate acestea, parlamentarii au reușit să modifice constituția, împuținând puterile palatului și debarcându-l în cele din urmă pe sultan. Puterile parlamentului au fost consolidate datorită acestor ultime schimbări. 
Noua constituție a interzis toate societățile secrete. Ședințele parlamentului au fost amânate cu trei luni, începând cu 27 august. În timpul acestei perioade, CUP s-a întâlnit la Salonic și și-a modificat propriile reguli. CUP a încetat să mai fie o organizație secretă. Această măsură a fost privită ca o expresie a încrederii în noul parlament reformat, care a pus bazele unor reforme importante financiare și administrative. 

### Politica
Odată ajuns la putere, CUP a introdus o serie de inițiative care promovau modernizarea Imperiului Otoman. CUP a dorit o reformă sistematică, pusă sub controlul unei conduceri centrale puternice, cu excluderea influențelor externe. De asemenea, CUP promova industrializarea și reformarea administrativă a imperiului. Reformele administrative au dus rapid la o mai mare centralizare. 
Deși CUP colabora cu UL, obiectivele celor două partide difereau în mod evident. UL era în favoarea descentralizării administrative și implicarea experților europeni în aplicarea reformelor. CUP a cerut și realizat secularizarea sistemului judiciar, a acordat fonduri pentru învățământul în rândul femeilor și a modificat structura administrativă a școlilor de stat. Noul parlament a încercat să modernizeze sistemul de transporturi și comunicații ale imperiului fără ca acesta să intre în mâinile marilor firme europene și a bancherilor nemusulmani. 
Germania și Italia erau deja proprietarii a unei părți a căilor ferate otomane  (5.991 km de cale ferată simplă în 1914), iar din 1881 administrarea datoriei externe otomane se afla în mâinile bancherilor europeni. Imperiul Otoman era practic o colonie din punct de vedere economic. Spre sfârșitul anului 1911, mișcarea de opoziție organizată în jurul Uniunii Liberale a început să fie tot mai puternică. Alegerile din decembrie 1911 organizate într-o singură circumscripție l-au avut drept câștigător pe candidatul liberal, ceea ce a părut o confirmare a noii atmosfere politice, în condițiile în care CUP se afla la putere de trei ani. 

## Al doilea mandat, 1912
Liderii CUP au hotărât să organizeze alegeri generale într-un moment în care creditul electoral al partidului nu era încă definitiv compromis, după cum li se părea în acele momente. În alegerile generale din aprilie 1912, care au avut ca principali protagoniști CUP și UL, cei dintâi au câștigat o majoritate zdrobitoare. Pierderile teritoriale în favoarea Italiei au făcut să scadă rapid suportul popular pentru CUP, care continua să dețină majoritatea în parlament. 
În același timp, statele balcanice se pregăteau să lanseze atacuri armate împotriva Imperiului Otoman. Numeroși deputați otomani  nemusulmani sprijineau pe ascuns pretențiile vecinilor balcanici. Noul parlament s-a dovedit nefuncțional. Puterea a fost preluată în iulie de către o coaliție politică care a purtat numele celui mai puternic partid de opoziție – Uniunea Liberală. 
Nici o lună mai târziu, pe 5 august 1912, parlamentul și-a încetat activitatea ca urmare a izbucnirii Primului Război Balcanic. 

### Lovitura de stat din 1913
Vedeți și:  Lovitura de stat din 1913

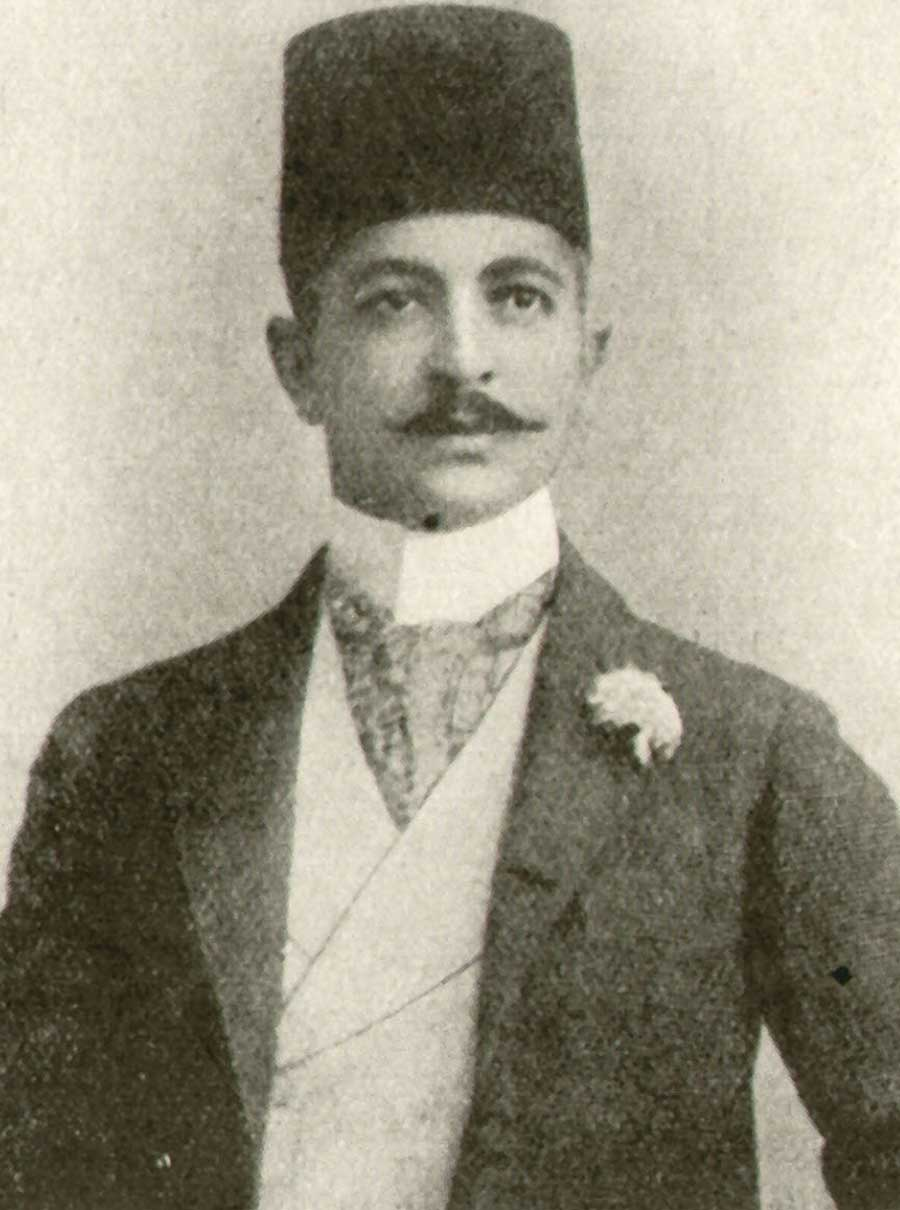
Said Halim Pașa, marele vizir din perioada 1913 – 1917

Guvernul Uniunii Liberale avându-l în frunte pe premierul (marele vizir) Mehmed Kamil Pașa a fost răsturnat de la putere în urma loviturii de stat condusă de liderii CUP Ahmet Cemal Pașa și Ismail Enver Pașa. Pe 23 ianuarie 1913, Enver Pașa a năvălit în frunte mai multor sprijinitori în Sublima Poartă în timpul sesiunii cabinetului. Unul dintre rebeli, Yakup Cemil,l-a împușcat pe ministrul de război Nazım Pașa. A fost format un nou guvern din membrii CUP, condus de Mahmud Șevket Pașa. Principalul mobil al complotiștilor a fost înfrângerile suferite de otomani în timpul Războaielor Balcanice. 
Mahmud Șevket Pașa a fost asasinat pe 11 iunie 1913, iar în funcția de mare vizir a fost ales Said Halim Pașa.

### Politica
După  Războaiele Balcanice, Imperiul Otoman a devenit un imperiu cu două mari națiuni principale; turcii și arabii. În noile condiții, proporția parlamentarilor din provinciile arabe a crescut de la 23% în 1908 la 27%, iar proporția arabilor în CUP a crescut de la 39% la 67% în aceeași perioadă. 
Trebuie subliniat că în această nouă structură etnică a imperiului și parlamentului, armenii au fost profund afectați. Federația Revoluționară ArmeanăArmenian Revolutionary Federation sprijinea tradițional CUP, dar după formarea noului parlament, situația armenilor s-a înrăutățit dincolo de așteptările liderilor lor. Războaiele Balcanice transformaseră imperiul multietnic și multireligios într-unul dominant musulman. Majoritatea parlamentară a CUP nu s-a dovedit de bun augur pentru minorități, de vreme ce politicienii aflați la putere nu mai aveau nevoie de sprijinul celor din urmă. Musulmanii turci deportați din Balcani au fost colonizați în partea de vest a Anatoliei, provocând noi probleme pe lângă cele deja existente. Armenii se așteptau la o reprezentare mai largă în parlament, dar jocurile democratice i-au afundat într-o situație de minoritari. Această schimbare de situație era neașteptată pentru armeni, care se bucuraseră de privilegii încă din 1453. 
În 1913, dezbaterile politice din Istanbul erau concentrate asupra găsirii unor soluții pentru pretențiile arabilor și armenilor. În decursul secolului al XIX-lea, Imperiul Otoman trebuise să facă față tendințelor centrifuge ale națiunilor balcanice. În 1913, imperiul trebuia să facă față unor tendințe asemănătoare din partea provinciilor răsăritene. După ce o bună parte a populației creștine se găsea acum în afara granițelor imperiului după încheierea Războaielor Balcanice, se manifesta o presiune crescândă pentru redefinirea politicii otomane spre satisfacerea pretențiilor conducătoare ale musulmanilor. Alegerea acestei politici era împotriva intereselor locuitorilor regiunilor cu populație creștină semnificativă. 
În 1913, CUP a încercat să se mențină la putere prin adoptarea unei atitudini populiste. Pentru câștigarea unei legitimități crescute, CUP și-a dedicat eforturile întăririi propagandei islamiste, cu accente antiimperialiste. 

## Al treilea mandat, 1914 – 1918
În ciuda pierderii Balcanilor și Libiei și în ciuda regimului partidului unic instaurat de CUP, minoritățile etnice din Imperiul Otoman au continuat să fie reprezentate în proporții similare în cel de-al treilea mandat al parlamentului din 1914 – 1918: 11 armeni și 12 greci .
Noile alegeri din 1914 au dus la câștigarea tuturor mandatelor de către CUP. Întreaga putere s-a aflat până în 1918 în mâinile lui Mehmed Talat Pașa, ministrul de interne, Enver Pașa, ministrul de război, și Cemal Pașa, ministerul marine. Talat Pașa a ajuns mare vizir în 1917.
Declarația de război, 1914
Facțiunea conducătoare din CUP a făcut ca Imperiul Otoman să semneze un acord secret cu Germania, care a dus în cele din urmă la implicarea imperiului în Primul Război Mondial. Soarta imperiului în cadrul Puterilor Centrale a fost pecetluită în cele din urmă de capitulările bulgarilor și a austriecilor. Imperiul Otoman a fost izolat. 

## Al patrulea mandat, 1919
Vedeți și: Ocuparea Istanbulului
Ultimele alegeri pentru parlament au avut loc în timpul ocupației militare a Istanbulului de către trupele aliate. 

### Sfârșitul CUP, 1919
Vedeți și: Curțile marțiale turce din 1919-1920 și Exilații din Malta 
Pe 13 octombrie 1918, Talat și miniștri CUP au demisionat, iar turcii au semnat la sfârșitul lunii Armistițiul de la Mudros. Pe 2 noiembrie, Talat, Enver și Cemal au plecat în exil. 

### Ocupația, ianuarie 1920
Ultimele alegeri pentru parlament au fost ținute în decembrie 1919. Cei 140 de deputați nou aleși în parlament, membri în cea mai mare parte a „Asociației pentru apărarea drepturilor pentru Anatolia și Rumelia” (Anadolu ve Rumeli Müdafaa-i Hukuk Cemiyeti)" condusă de Mustafa Kemal Pașa, (care și-a stabilit sediul la Ankara), au participat la a patra și ultima sesiune din 12 ianuarie 1920. 

### Pactul Național, februarie 1920
Vedeți și: Misak-ı Milli
În ciuda faptului că a activat în condiții excepționale și pentru o perioadă scurtă de timp, deputații au luat o serie de decizii importante care aveau să fie reunite în Misak-ı Milli (Pactul Național).

### Dizolvarea, martie 1920
În noaptea de 15 martie, trupele britanice au început să ocupe clădirile cheie și au arestat cinci parlamentari. Divizia a 10-a și Școala militară de muzică au rezistat acțiunii britanice. Cel puțin 10 elevi militari au căzut în timpul confruntărilor cu trupele indo-britanice. Numărul total al căzuți în luptă nu este cunoscut. Cu toate acestea, parlamentarii otomani s-au întâlnit pentru ultima oară pe 18 martie. Peste masa prezidiului a fost întinsă o pânză neagră, iar parlamentarii au trimis o notă de protest aliaților, prin care afirma că arestarea a cinci parlamentari este inacceptabilă. 
Practic, întâlnirea din 18 martie a reprezentat sfârșitul sistemului parlamentar otoman și a Parlamentului însuși, simbol al generației care visase „liberatatea eternă” (hürriyet-i ebediye). Britanicii au făcut în așa fel încât sultanul să fie singura autoritate existentă în imperiu. Sultanul a dat publicității propria sa versiune asupra dizolvării parlamentului pe 11 aprilie. Aproximativ 100 de politicieni otomani au fost trimiși în exil în Malta. 
Cea mai mare parte a restului parlamentarilor otomani au fugit la Ankara și au format germenele a ceea ce avea să devină Marea Adunare Națională a Turciei. Pe 5 aprilie, sultanul Mehmed al VI-lea Vahdeddin, sub presiunea aliaților, a închis în mod oficial parlamentul otoman. 